# Titting
Titting – gmina targowa w Niemczech, w kraju związkowym Bawaria, w rejencji Górna Bawaria, w regionie Ingolstadt, w powiecie Eichstätt. Leży na terenie Parku Natury Altmühltal, w Jurze Frankońskiej, około 12 km na północ od Eichstätt, nad rzeką Anlauter.

## Dzielnice
W skład gminy wchodzą następujące dzielnice: Altdorf, Emsing, Erkertshofen, Großnottersdorf, Kaldorf, Kesselberg, Mantlach, Morsbach, Petersbuch, Stadelhofen i Titting.

## Demografia
| Rok  | Liczba mieszk. |
| ---- | -------------- |
| 1970 | 2 433          |
| 1987 | 2 420          |
| 2000 | 2 672          |
| 2004 | 2 793          |
| 2005 | 2 725          |

Dane o ludności z 31 grudnia 2008:
| Opis                                | Ogółem | Ogółem | Kobiety | Kobiety | Mężczyźni | Mężczyźni |
| ----------------------------------- | ------ | ------ | ------- | ------- | --------- | --------- |
| Jednostka                           | osób   | %      | osób    | %       | osób      | %         |
| Populacja                           | 2658   | 100    | 1264    | 47,55   | 1394      | 52,45     |
| Wiek przedprodukcyjny (0–17 lat)    | 630    | 23,7   | 283     | 10,65   | 347       | 13,05     |
| Wiek produkcyjny (18–65 lat)        | 1539   | 57,9   | 700     | 26,34   | 839       | 31,57     |
| Wiek poprodukcyjny (powyżej 65 lat) | 489    | 18,4   | 281     | 10,57   | 208       | 7,83      |

## Polityka
Wójtem gminy jest Martin Heiß z CSU, rada gminy składa się z 14 osób.
|      | CSU | FUW | Razem |
| 2008 | 11  | 3   | 14    |
| 2002 | 11  | 3   | 14    |

## Oświata
W gminie znajduje się przedszkole (100 miejsc) oraz szkoła podstawowa połączona z częścią Hauptschule (8 nauczycieli, 179 uczniów).